# Garda Panteri
Die Specijalne brigade Garde „Panteri“ (serbisch-kyrillisch Специјална бригада Гарда „Пантери“, Spezialbrigade Garde „Panther“), kurz Garda Panteri, war eine paramilitärische serbische Freischar während des Kroatien- und Bosnienkrieges. Die Einheit kämpfte an der Seite der jugoslawischen Volksarmee und war anfangs Teil der berüchtigten Serbischen Freiwilligengarde des Željko Ražnatović („Arkans Tigern“), mit der sie später gemeinsam kämpfte. Später wurde sie als Spezialeinheit in die Armee der Serben in Bosnien-Herzegowina (VRS) eingegliedert.
Die Garda Panteri wurde von Ljubiša Savić (1958–2000), genannt Mauzer, gegründet und geführt. Die militärische Ausbildung der Einheit wurde von den „Roten Barretten“ übernommen. Unter Savić war die Einheit für zahlreiche Kriegsverbrechen und ethnische Säuberungen gegenüber Nicht-Serben verantwortlich.

## Geschichte und Organisation
Die Einheit wurde am 2. Mai 1992 von Ljubiša Savić als „Nationalgarde der autonomen serbischen Provinzen Semberska und Majevica“ (serbisch Национална гарда Српске аутономне области Семберија и Мајевица/Nacionalna garda Srpske autonomne oblasti Semberija i Majevica) in Bijeljina gegründet. Sie bestand hauptsächlich aus Freiwilligen der Regionen Semberija, Posavina, Majevica und Bijeljina.
Die Höchstmannstärke der Garda Panteri betrug 2000 Mann. Die Einheit gehörte zum 3. Korps der Armee der Republik Srpska und wurde hauptsächlich in der Gegend um ihre Heimatstadt Bijeljina eingesetzt, nahm jedoch auch an umfassenden Aktionen wie der Operation Koridor im Jahr 1992 teil.
Neben anderen paramilitärischen serbischen Einheiten wie der Serbischen Freiwilligengarde war die Einheit an der Eroberung von Bijeljina beteiligt. Nach der Eroberung kam es zum Massaker von Bijeljina, bei dem zwischen 48 und 78 nichtserbische Zivilisten ermordet wurden.
Am 1. Mai 1995 begann die kroatischen Armee und Polizei die Operation Bljesak, bei der in einer nur etwa 31 Stunden dauernden Gegenoffensive große Teile der kroatischen Region Westslawonien von der Armee der Republik Serbische Krajina zurückerobert wurden. Während der Operation wurde die 2. Brigade der Panteri vom 125. Kroatischen Heimwehr-Regiment geschlagen und hinterließ bei der Flucht in die noch serbisch kontrollierte Gebiete der Krajina mehrere Panzerfahrzeuge, eine große Anzahl Waffen und große Mengen Munition. Während der Operation schossen die Panteri den kroatischen MiG-21-Piloten Rudolf Perešin ab, der vermutlich bei dem Absturz ums Leben kam.
Nach dem Ende des Bosnienkrieges 1995 wurde die Einheit aufgelöst.

## Kriegsverbrechen
Nach Überzeugung des Internationalen Strafgerichtshofs für das ehemalige Jugoslawien wurden ortsansässige Muslime von der Garda Panteri durch Hausüberfälle, Plünderungen oder Vergewaltigungen „terrorisiert“ und verließen Bijeljina aufgrund dieses „Drucks und der Terrorisierung“.

## Bewaffnung
Die Bewaffnung bestand aus Artillerie, Panzern, Maschinengewehren, Scharfschützenwaffen, zu Schützenpanzern umgebauten LKWs und eigenen Leichtflugzeugen des Typs Utva 75.

## Bekannte Angehörige
- Ljubiša Savić, Kommandant
- Rodoljub Roki Vulović, Sänger und Liedermacher, widmete der Einheit das Album Panteri

## Quelle
- http://www.srpskioklop.paluba.info/bijeljinski_panteri/tekst_srb.html – Umfassende Informationen zur Einheit (serbisch)